# Mitrephora sirikitiae
Mitrephora sirikitiae är en kirimojaväxtart som beskrevs av Weeras., Chalermglin och Richard M.K. Saunders. Mitrephora sirikitiae ingår i släktet Mitrephora och familjen kirimojaväxter. Inga underarter finns listade i Catalogue of Life.